# Semi-marathon de Prague
Le Semi-marathon de Prague est une course à pied d'une distance classique de 21,1 km dans la ville de Prague, en République tchèque. Il a lieu tous les ans depuis 1999.
Le semi-marathon de Prague fait partie des IAAF Road Race Label Events, dans la catégorie des « Labels d'or ».

## Faits marquants
L'édition 2011 voit un doublé kényan, avec la victoire de Philemon Limo chez les hommes, et Lydia Cheromei chez les femmes.
Joyciline Jepkosgei remporte l'édition 2017 féminine en établissant quatre records du monde lors de la course,: elle passe au dixième kilomètre en 30 min 04 s, au quinzième kilomètre en 45 min 37 s, au vingtième kilomètre en 1 h 01 min 25 s et boucle le semi-marathon en 1 h 04 min 52 s.

## Vainqueurs
| Année | Hommes                                    | Pays                                      | Temps                                     |                                           | Femmes                                    | Pays                                      | Temps |
| 2023  | Roncer Kipkorir                           | Kenya                                     | 59 min 43 s                               | Irine Jepchumba Kimais                    | Kenya                                     | 1 h 06 min 00 s                           |       |
| 2022  | Keneth Renju                              | Kenya                                     | 59 min 28 s                               | Nesphine Jepleting                        | Kenya                                     | 1 h 06 min 57 s                           |       |
| 2021  | Annulé à cause de la pandémie de Covid-19 | Annulé à cause de la pandémie de Covid-19 | Annulé à cause de la pandémie de Covid-19 | Annulé à cause de la pandémie de Covid-19 | Annulé à cause de la pandémie de Covid-19 | Annulé à cause de la pandémie de Covid-19 |       |
| 2020  | Annulé à cause de la pandémie de Covid-19 | Annulé à cause de la pandémie de Covid-19 | Annulé à cause de la pandémie de Covid-19 | Annulé à cause de la pandémie de Covid-19 | Annulé à cause de la pandémie de Covid-19 | Annulé à cause de la pandémie de Covid-19 |       |
| 2019  | Benard Kimeli                             | Kenya                                     | 59 min 05 s                               | Caroline Kipkirui                         | Kenya                                     | 1 h 05 min 41 s                           |       |
| 2018  | Benard Kimeli                             | Kenya                                     | 59 min 47 s                               | Joan Chelimo                              | Kenya                                     | 1 h 05 min 04 s                           |       |
| 2017  | Tamirat Tola                              | Éthiopie                                  | 59 min 37 s                               | Joyciline Jepkosgei                       | Kenya                                     | 1 h 04 min 52 s (WR)                      |       |
| 2016  | Daniel Wanjiru                            | Kenya                                     | 59 min 20 s                               | Violah Jepchumba                          | Kenya                                     | 1 h 05 min 51 s                           |       |
| 2015  | Daniel Wanjiru                            | Kenya                                     | 59 min 51 s                               | Worknesh Degefa                           | Éthiopie                                  | 1 h 07 min 14 s                           |       |
| 2014  | Peter Kirui                               | Kenya                                     | 59 min 22 s                               | Joyce Chepkirui                           | Kenya                                     | 1 h 06 min 18 s                           |       |
| 2013  | Zersenay Tadese                           | Érythrée                                  | 1 h 00 min 10 s                           | Gladys Cherono                            | Kenya                                     | 1 h 06 min 48 s                           |       |
| 2012  | Atsedu Tsegay                             | Éthiopie                                  | 58 min 47 s                               | Joyce Chepkirui                           | Kenya                                     | 1 h 07 min 03 s                           |       |
| 2011  | Philemon Limo                             | Kenya                                     | 59 min 30 s                               | Lydia Cheromei                            | Kenya                                     | 1 h 07 min 33 s                           |       |
| 2010  | Joel Kimurer Kemboi                       | Kenya                                     | 1 h 00 min 09 s                           | Rose Kosgei                               | Kenya                                     | 1 h 09 min 57 s                           |       |
| 2009  | Nicholas Kipruto Koech                    | Kenya                                     | 1 h 00 min 07 s                           | Rose Kosgei                               | Kenya                                     | 1 h 09 min 03 s                           |       |
| 2008  | Elijah Muturi Karanja                     | Kenya                                     | 1 h 02 min 08 s                           | Asha Gigi                                 | Éthiopie                                  | 1 h 12 min 00 s                           |       |
| 2007  | Patrick Ivuti                             | Kenya                                     | 1 h 01 min 00 s                           | Liliya Shobukhova                         | Russie                                    | 1 h 11 min 14 s                           |       |
| 2006  | Stephen Kipkoech Kibiwott                 | Kenya                                     | 1 h 01 min 15 s                           | Caroline Chepkorir Kwambai                | Kenya                                     | 1 h 10 min 08 s                           |       |
| 2005  | Silas Kirui                               | Kenya                                     | 1 h 01 min 07 s                           | Susan Kirui                               | Kenya                                     | 1 h 12 min 49 s                           |       |
| 2004  | Joseph Ngeny Kiprotich                    | Kenya                                     | 1 h 01 min 46 s                           | Catherine Kirui                           | Kenya                                     | 1 h 10 min 38 s                           |       |
| 2003  | Fred Kiprop                               | Kenya                                     | 1 h 02 min 47 s                           | Helena Javornik                           | Slovénie                                  | 1 h 11 min 03 s                           |       |
| 2002  | Willy Cheruiyot Kipkirui                  | Kenya                                     | 1 h 02 min 15 s                           | Gloria Marconi                            | Italie                                    | 1 h 12 min 06 s                           |       |
| 2001  | Anthony Korir                             | Kenya                                     | 1 h 02 min 09 s                           | Florence Barsosio                         | Kenya                                     | 1 h 12 min 51 s                           |       |
| 2000  | Isaac Kipyego Kiprono                     | Kenya                                     | 1 h 03 min 28 s                           | Jana Klimešová                            | Tchéquie                                  | 1 h 14 min 17 s                           |       |
| 1999  | Ali Mabrouk El Zaidi                      | Libye                                     | 1 h 04 min 48 s                           | Jana Klimešová                            | Tchéquie                                  | 1 h 15 min 39 s                           |       |